# Juna Amiko
Juna Amiko – czasopismo wydawane w języku esperanto przez Międzynarodową Ligę Nauczycieli Esperantystów (ILEI) od 1972 roku, skierowane dla osób uczących się języka międzynarodowego, a także dla nauczycieli esperanto.

## Opis
Pismo „Juna Amiko” wydawane jest przez Międzynarodową Ligę Nauczycieli Esperantystów od 1972 roku. Ukazuje się cztery razy w roku i skierowane jest do uczniów i osób uczących się języka esperanto. Publikuje zróżnicowane, krótkie artykuły w prostym, a przynajmniej niezbyt skomplikowanym języku. Skierowane jest szczególnie do tych, którzy już znają podstawy esperanto, znają podstawowe zasady gramatyczne. Autorzy artykułów wykorzystują ok. 1500 podstawowych słów, najczęściej używanych. Aby ułatwić zrozumienie tekstu, czasami używają łączników (-) w słowach złożonych.
Do 2014 roku „Juna Amiko” ukazywało się trzy razy w roku (w kwietniu, wrześniu i grudniu) i miało 54 strony, od 2015 roku wydawane jest cztery razy w roku i ma 40 stron. Zawiera krótkie opowiadania, artykuły na bieżące tematy, wiersze, piosenki, quizy, żarty, relacje z wydarzeń esperanto, wywiady i wiele innych. Posiada sekcję dla najmłodszych (LUME – La Unua Mirinda Et-aĝo), dla młodzieży (LUDE – La Unika dua Et-aĝo) i dla dorosłych (LASTE – La Absolute Spektakla Tria Etaĝo). Publikowane są recenzje książek, literatura esperanto i sylwetki sławnych ludzi. „Juna Amiko” drukowane jest w Martinie, na Słowacji.

## Historia
Pomysłodawcą i pierwszym redaktorem naczelnym „Juna Amiko” był Géza Kurucz z Węgier. Początkowo wydawane było w sekcji węgierskiej ILEI, aby zaspokoić potrzebę wielu ówczesnych studentów esperanto. Od 1973 roku wydawcą pisma został ILEI. Kurucz był redaktorem naczelnym do 1981 roku. Jego następcą został Oldřich Kníchal, który pełnił tę funkcję do 1986 roku. Kolejnym redaktorem naczelnym w latach 1986–1996, a następnie od 2002 roku, był Nowozelandczyk Stefan MacGill. Od 2013 roku pismem kieruje Stano Marček.